# Mikoyan-Gurevich I-211
Mikoyan-Gurevich I-211 là một mẫu máy bay thử nghiệm nâng cấp, cải tiến của MiG-3, được Liên Xô phát triển trong thời gian chiến tranh thế giới II.

## Lịch sử
Sau sự hoàn thành ở TsAGI đường hầm gió thử nghiệm máy bay I-210 có bí danh là IKh, OKB tiếp tục thiết kế động cơ và thân máy bay cải tiến MiG-3. Họ di chuyển buồng lái xuống phía đuôi, mở rộng bề mặt của chiếc đuôi thẳng đứng, thiết kế lại động cơ làm lạnh và định vị lại những đầu vào giảm nhiệt dầu trong cánh. Bộ bánh máy bay hạ cánh cũng được thiết kế lại, động cơ cung cấp sức mạnh là loại động cơ tròn Shvetsov M-82F có công suất 1700 sức ngựa và vũ khí bị hạn chế với 2 pháo ShVAK 20 mm. Chỉ những bảng cánh ở phía ngoài của MiG-3 được giữ lại và những rãnh được ứng dụng vào I-211.
Thiết kế hoàn chỉnh của I-210 được chuyển cho I-211, hay Ye, 10 chiếc máy bay đầu tiên đã được chế tạo và bay thử vào tháng 8-1942. Việc thử nghiệm được hoàn tất trong một tháng, những kết quả được đánh giá là thành công rất cao, nhưng không có khả năng sản xuất hàng loạt loại máy bay này, và mọi dữ liệu khí động học và thông tin được chuyển giao cho OKB Lavochkin như một kết quả của lời đề nghị từ bộ trưởng quốc phòng.

## Thông số kỹ thuật (I-211)

### Đặc điểm riêng
- Phi đoàn: 1 người
- Chiều dài: 7.95 m (26 ft 5 in)
- Sải cánh: 10.20 m (33 ft 6 in)
- Chiều cao: 3.63 m (11 ft 6 in)
- Diện tích cánh: 17.44 m² (188 ft²)
- Loại cánh: Clark YH
- Trọng lượng rỗng: 2.528 kg (5.965 lbs)
- Trọng lượng cất cánh: 3.100 kg (7.415 lbs)
- Động cơ: 1× Shvetsov M-82A công suất 1700 hp

### Hiệu suất bay
- Vận tốc tối đa: 670 km/h
- Phạm vi hoạt động: 1140 km
- Trần bay: 11.500 m (37.700 ft)
- Tốc độ lên cao: 14.7 m/s (2.890 ft/min)
- Lực nâng của cánh: 192 kg/m² (39.4 lb/ft²)
- Lực đẩy/khối lượng: 0.30 kW/kg (0.18 hp/lb)

### Vũ khí
- 2x pháo ShVAK 20 mm
- 6x rocket RS-82

## Nội dung liên quan

### Máy bay có cùng sự phát triển
- Mikoyan-Gurevich MiG-3
- Mikoyan-Gurevich I-210
- Mikoyan-Gurevich I-230
- Mikoyan-Gurevich I-222

### Danh sách máy bay tiếp theo
MiG I-210 - MiG I-211 - MiG I-230 - MiG I-220 - MiG I-231 - MiG I-222 - MiG I-224 - MiG I-225